# Bruno Giménez
Bruno Rodrigo Giménez Migliónico (Montevideo, 5 ottobre 1991) è un calciatore uruguaiano, attaccante del La Luz.

## Caratteristiche tecniche
È una mezzapunta.

## Carriera
È cresciuto nelle giovanili del Nacional.